# Parco naturale Diecimare
Il parco naturale Diecimare è un'area naturale protetta della Campania istituita nel 1980. 
Occupa una superficie di 444 ettari nella provincia di Salerno. È un'oasi gestita dal WWF Italia.
L'ingresso del parco è da Mercato San Severino.

## Storia
Il parco Diecimare nasce a Cava de' Tirreni, nel 1993, grazie all'opera di alcuni volontari, riuniti sotto il simbolo del WWF.
Dopo il mancato rinnovo della convenzione da parte del Comune di Cava de' Tirreni, il parco inizia un lento declino, fino al 2009, quando la gestione dell'area protetta ricadente nel Comune di Cava de' Tirreni fu lasciata dal WWF, per mancanza di fondi da parte delle istituzioni e per la situazione critica creatasi dopo il secondo incendio al centro visite.
Nel 2012 il parco va riprendendosi, grazie all'aiuto di autorità locali e all'impegno dell'associazione Terra Mia mentre la zona ricadente nel comune di Mercato San Severino è tuttora gestita dal WWF e dove è stata realizzata, oltre alla rete dei sentieri, anche una fattoria didattica ed un'area attrezzata per i visitatori.

## Territorio
In gestione ai comuni di Cava de' Tirreni, Baronissi, Mercato San Severino ed al WWF, si estende per 444 ettari, includendo i rilievi di Monte Caruso, di Forcella della Cava (852 m s.l.m.), parzialmente di Poggio e Monte Cuculo e il Montagnone
Il parco si caratterizza per due distinte aree geologiche: l'area di Monte Caruso (calcari) e quella di Forcella della Cava (dolomie e calcari dolomitici).